# 賀照緹
賀照緹（Ho Chao-ti，10月26日—），是紀錄片製片人及導演，多年來以邊緣的非主流議題為紀錄對象。作品曾在歐、美、亞洲國際影展獲獎無數。她的影像語彙豐富多元，直指人心，兼具溫柔與鋒利的特質。因為作品中優異的藝術表現，獲得紐約當代美術館（MoMA）邀約展出。近年製作國際性議題的紀錄片，成績斐然。目前除了擔任獨立導演及製片之外，同時擔任台灣國家電影中心董事、臺北市紀錄片從業人員職業工會監事，以及台灣女性影像學會理事、曾在CNEX基金會擔任台灣辦公室製片統籌，創作之餘亦投入對新生代導演的培訓工作。

## 紀錄片作品
- 2018 《未來無恙》(Turning 18)[2]，製片暨導演。
- 2014《太陽，不遠》(SSunflower Occupation)，製片。
- 2013《台灣黑狗兄》 （页面存档备份，存于）(Sock'n'Roll)，導演。
- 2012《303》 （页面存档备份，存于）[3](Class 303)，製片暨導演。
- 2010《我愛高跟鞋》 （页面存档备份，存于）(My Fancy High Heels)，製片暨導演。
- 2009《穿在中途島》(Wandering Island)六部曲—

《胸罩》 （页面存档备份，存于）(Bras)，製片暨導演。
《洋裝》(Dresses) ，製片。 
《秋裝上市》(Designers)，製片。
《牛仔褲》(Blue Jeans) ，製片暨導演。
《鞋子》 （页面存档备份，存于）(Shoes) ，製片暨導演。
《薩爾瓦多日記》(El Salvador Journal)，製片暨導演。
- 2006《炸神明》 （页面存档备份，存于）(The Gangster's God)，製片暨導演。
- 2006《站在火山口》導演。收錄於公視《台灣棒球百年風雲》系列。
- 2005國家地理頻道《蟑螂X檔案》 （页面存档备份，存于）(Cockroach Confidential )，導演
- 2003《手風琴在路上》(Squeezebox On The Road)，製片暨導演。
- 2001《縣道184之東》(County Road 184)，導演。

## 獲獎紀錄
- 日舞影展協會補助獎
- 美國福特基金會補助獎
- 韓國釜山影展亞洲紀錄片連線（AND）獎助
- 哥倫布國際影展榮譽推薦獎
- 紐約國際電影電視節 社會問題與時事優等獎
- 蒙大拿國際影展榮譽推薦獎
- 台北電影節評審團特別推薦獎
- 日本野生動物影展傑出訊息獎
- 香港華語紀錄片節短片組冠軍
- 金穗獎優等獎

## 入選紀錄
- 紐約當代美術館（MoMA）雙周影展 2011 MoMA's Documentary Fortnight, NYC, US
- 日本山形國際紀錄片影展 2015 Yamagata International Documentary Film Festival
- 英國雪菲爾德國際紀錄片影展 2018 Sheffield International Documentary Festival
- 韓國釜山影展 2018 Busan International Film Festival
- 倫敦獨立紀錄片影展 2012 London International Documentary Festival
- 義大利I've Seen Films 國際影展2011 I've Seen Films International Film Festival
- 香港國際電影節 2015 Hong Kong International Film Festival
- 法國費索爾亞洲電影節 2012 Vesoul International Film Festival of Asian Cinema
- 德國國際環境影展 2011 Green Screen International Wildlife Film Festival in Germany
- 韓國首爾國際女性影展 2011 International Women's Film Festival in Seoul
- 比利時女性影展
- 匈牙利科學影展
- 台灣國際紀錄片雙年展競賽單元
- 台灣國際民族誌影展
- 高雄電影節
- 台灣國際女性影展
- 南方影展
- 綠色影展
- 香港華語紀錄片節
- 中國廣州國際紀錄片影展

## 外部連結
- 【客座總編面對面】賀照緹：打破資訊來源的壁壘，增加更多溝通可能[]
- 賀照緹：這不是我想看到的內容 （页面存档备份，存于）
- 框架之外 賀照緹用鏡頭說邊緣故事
- 【商業周刊】1324期 紀錄片導演賀照緹：從黑狗兄看見台灣希望的微光
- 賀照緹：拍攝紀錄片就是將自己袒露在殘酷的世間